# Nzanza
La commune de Nzanza est une commune de la ville de Matadi en République démocratique du Congo. Elle est située dans les  collines du sud de la ville, et héberge des quartiers populaires en expansion.

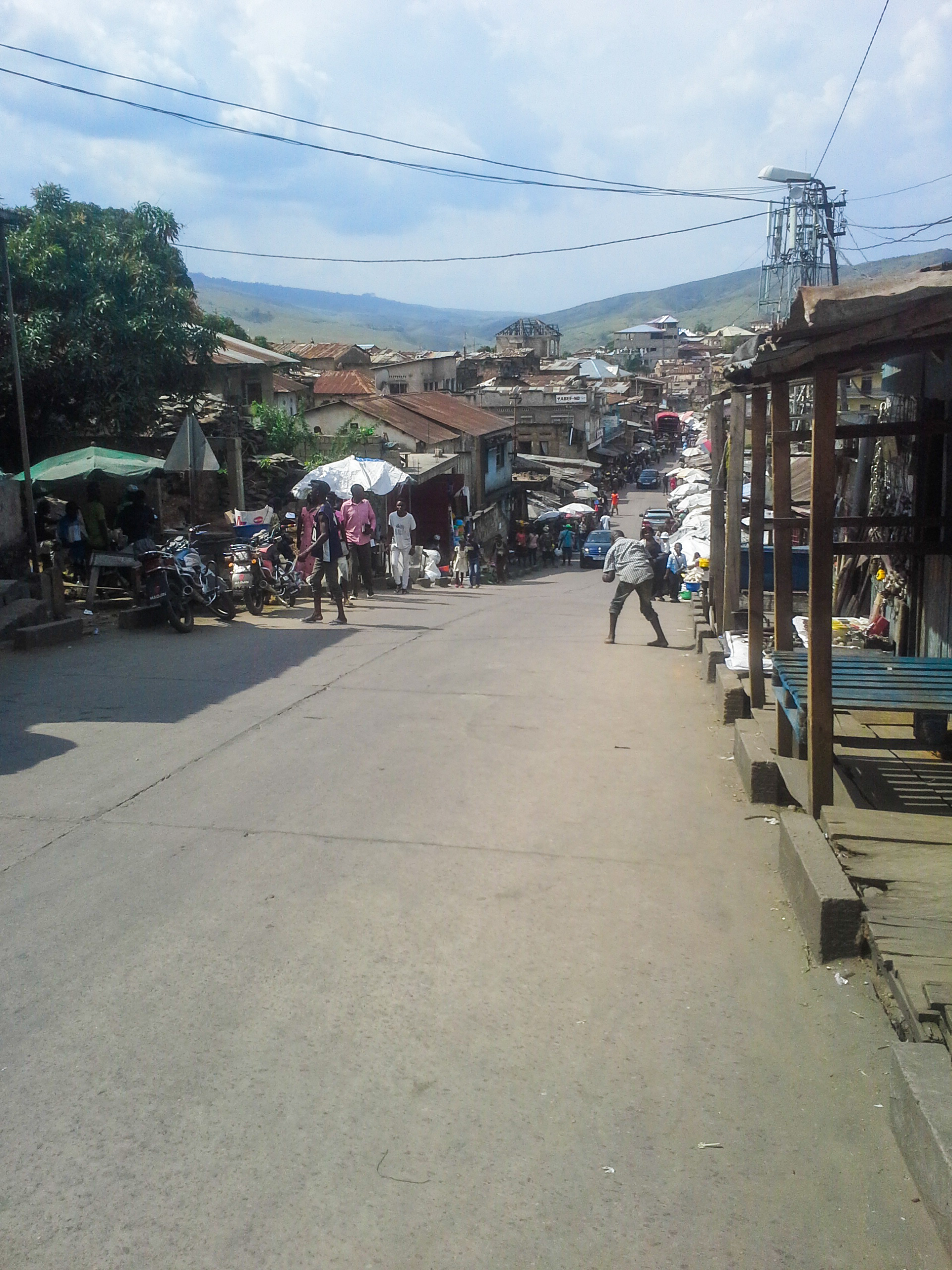
Marché Bezak à Nzanza

## Histoire
Administrativement, Nzanza constitue l'une des trois communes de la Ville de Matadi créée en octobre 1959.

## Société
La commune est le siège de la paroisse catholique Saint-Joseph de Nzanza, fondée en 1958, elle dépend de la doyenné de Matadi du diocèse de Matadi.